# Cathédrale de Bergen
La cathédrale de Bergen (en norvégien : Domkirken i Bergen ou Bergen domkirke) se trouve en Norvège. Elle a été construite en pierre en 1150. Elle fait 60,5 mètres de long sur 20,5 de large. Son clocher culmine à 13,5 mètres. Elle a été restaurée en 1880 par les architectes Christie & Blix.
Elle peut contenir 1 000 personnes.
Un boulet de canon datant de la Bataille de Vågen est encastré dans une des façades.

## Lien externe

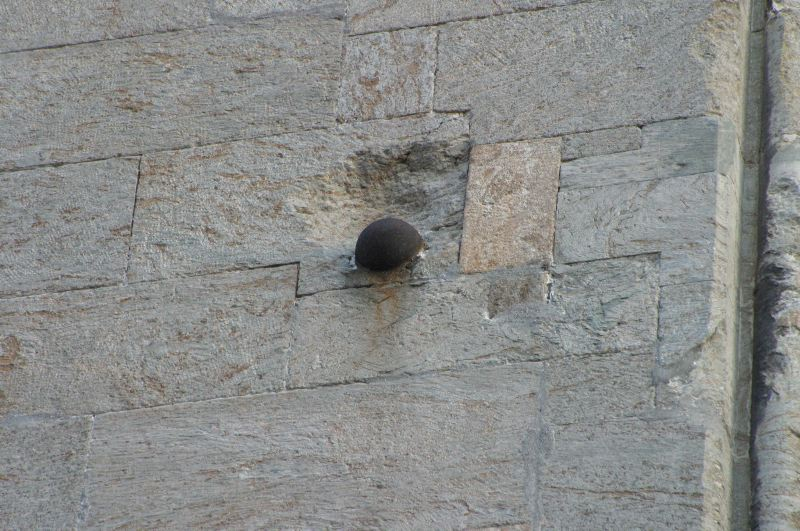
Domkirken.